# Aljona Volodimirivna Bondarenko
Aljona Volodimirivna Bondarenko (ukránul: Альона Володимирівна Бондаренко; Krivij Rih, 1984. augusztus 13.–) párosban Grand Slam-tornagyőztes ukrán hivatásos teniszezőnő, olimpikon.
Profi pályafutását 1999-ben kezdte, amely alatt 2 egyéni és 4 páros WTA-tornát nyert meg, emellett 5 egyéni és 8 páros ITF-tornán végzett az első helyen. 2008-ban megnyerte az Australian Open női páros versenyét húgával, Katerina Bondarenkóval. Egyéniben a 3. körig jutott az Australian Openen, Wimbledonban és a US Openen is. Legjobb világranglista helyezése egyéniben a 19. hely, amelyet 2007. április 14-én ért el, párosban a 11. hely 2008. szeptember 29-én.
A 2008-as pekingi olimpián testvérével Katerina Bondarenkóval az elődöntőig jutottak, ahol a későbbi győztes Serena Williams–Venus Williams párostól szenvedtek vereséget, majd a bronzmérkőzésen alulmaradtak a kínai Jen Ce–Cseng Csie párossal szemben.
2002–2010 között 34 mérkőzést játszott Ukrajna Fed-kupa-csapatának tagjaként 22–12-es eredménnyel.

## Grand Slam-döntői

### Páros

#### Győzelmei (1)
| Év   | Helyszín        | Partner             | Ellenfelei a döntőben         | Eredmény a döntőben |
| ---- | --------------- | ------------------- | ----------------------------- | ------------------- |
| 2008 | Australian Open | Katerina Bondarenko | Viktorija Azaranka Sahar Peér | 2–6, 6–1, 6–4       |

## WTA-döntői

### Egyéni

#### Győzelmei (2)
| Összesítés           |                        |
| Grand Slam-torna (0) |                        |
| Tier I (0)           | Premier Mandatory* (0) |
| Tier II (1)          | Premier Five* (0)      |
| Tier III (0)         | Premier* (0)           |
| Tier IV (0)          | International* (1)     |
| Tier V (0)           | Challenger* (0)        |

* 2009-től megváltozott a tornák rendszere. Challenger tornákat 2012-től rendeznek.
 Az egymás mellett azonos színnel jelölt tornatípusok között nincs teljes mértékű megfelelés.
| No. | Dátum                | Helyszín                                          | Borítás         | Ellenfél a döntőben | Eredmény a döntőben |
| 1.  | 2006. szeptember 25. | Luxembourg, Luxemburg                             | Kemény (fedett) | Francesca Schiavone | 6–3, 6–2            |
| 2.  | 2010. január 16.     | Moorilla Hobart International, Hobart, Ausztrália | Kemény          | Sahar Peér          | 6–2, 6–4            |

#### Elvesztett döntői (3)
| No. | Dátum             | Helyszín                   | Borítás | Ellenfél a döntőben | Eredmény a döntőben |
| 1.  | 2005. február 12. | Haidarábád, India          | Kemény  | Szánija Mirza       | 4-6 7-5 3-6         |
| 2.  | 2007. május 6.    | Varsó, Lengyelország       | Salak   | Justine Henin       | 1-6 3-6             |
| 3.  | 2009. május 23.   | Warsaw Open, Lengyelország | Salak   | Alexandra Dulgheru  | 6–7, 6–3, 0–6       |

### Páros

#### Győzelmei (4)
| Összesítés           |                        |
| Grand Slam-torna (1) |                        |
| Tier I (0)           | Premier Mandatory* (0) |
| Tier II (1)          | Premier Five* (0)      |
| Tier III (1)         | Premier* (0)           |
| Tier IV (0)          | International* (1)     |
| Tier V (0)           | Challenger* (0)        |

* 2009-től megváltozott a tornák rendszere. Challenger tornákat 2012-től rendeznek.
 Az egymás mellett azonos színnel jelölt tornatípusok között nincs teljes mértékű megfelelés.
| No. | Dátum             | Helyszín                               | Borítás         | Partner              | Ellenfelei a döntőben                       | Eredmény a döntőben |
| 1.  | 2006. május 27.   | Isztambul, Törökország                 | Salak           | Anasztaszja Jekimova | Sania Mirza / Alicia Molik                  | 6–2, 6–4            |
| 2.  | 2008. január 26.  | Australian Open, Melbourne, Ausztrália | Kemény          | Katerina Bondarenko  | Viktorija Azaranka / Sahar Peér             | 2–6, 6–1, 6–4       |
| 3.  | 2008. február 10. | Párizs, Franciaország                  | Kemény (fedett) | Katerina Bondarenko  | Vladimíra Uhlířová / Eva Hrdinová           | 6–1, 6–4            |
| 4.  | 2009. július 13.  | ECM Prague Open, Prága, Csehország     | Salak           | Katerina Bondarenko  | Iveta Benešová / Barbora Záhlavová-Strýcová | 6–1, 6–2            |

#### Elveszített döntői (2)
| No. | Dátum            | Helyszín                                          | Borítás | Partner             | Ellenfelei a döntőben                | Eredmény a döntőben |
| 1.  | 2009. január 16. | Moorilla Hobart International, Hobart, Ausztrália | Kemény  | Katerina Bondarenko | Gisela Dulko / Flavia Pennetta       | 2–6, 6–7(4)         |
| 2.  | 2009. július 6.  | GDF Suez Grand Prix, Budapest                     | Salak   | Katerina Bondarenko | Alisza Klejbanova / Monica Niculescu | 4–6, 6–7(5)         |

## Év végi világranglista-helyezései
| Év     | 1999 | 2000 | 2001 | 2002 | 2003 | 2004 | 2005 | 2006 | 2007 | 2008 | 2009 | 2010 | 2011 | 2012–2016 | 2017  |
| Egyéni | 652. | 493. | 376. | 191. | 190. | 126. | 73.  | 32.  | 22.  | 32.  | 33.  | 36.  | 253. | –         | 1159. |
| Páros  | –    | –    | 348. | 283. | 235. | 137. | 147. | 51.  | 53.  | 11.  | 39.  | 104. | 249. | –         | 582.  |